# Maragatos
Els maragatos són els habitants de la província de Lleó (Castella i Lleó) que han donat nom a la comarca de la Maragatería.
Fins a començaments del segle XX els maragatos es van caracteritzar per utilitzar una vestimenta que els era típica, practicar la covada i com una població emprenedora i viatgera, recórrer amb carros l'oest i el centre d'Espanya, venent principalment productes artesanals que es feien a la seva comarca, especialment, a les poblacions d'Astorga, Brazuelo, Castrillo de los Polvazares, Lucillo, Santa Colomba de Somoza i Val de San Lorenzo.
Sobre l'origen del nom maragato hi ha diverses hipòtesis: una d'elles apunta al fet que la seva denominació (que prové de la suma dels termes 'moro' i '*got') prové a causa de la seva ascendència germànica, ja que van ser bàrbars que es van convertir a l'Islam després de la islamització d'Espanya i van adoptar la vestimenta peculiar que els caracteritza. Una altra indica que el seu nom prové d'una peça característica d'aquest col·lectiu, les maragas.

## Mites al voltant dels maragatos
Encara que els maragatos van ser un col·lectiu que mantenia cert grau d'aïllament per interessos econòmics i mercantils, la veritat és que no són veritablement una ètnia, ja que només eren considerats «maragatos» aquells que practicaven la venda ambulant, pràctica comercial molt estesa en la província de Lleó. S'han creat una sèrie de mites que en molt pocs casos corresponen amb la realitat: la seva vestimenta no té res d'àrab, sinó que respon a una moda del segle xviii que es va estendre per molts punts de la península Ibèrica i Europa. Com a exemple hi ha les semblances entre els vestits dels bretons i dels maragatos. Un altre mite estès són les suposades filiacions amb antigues poblacions mores, però ningú ha pogut testificar-ho ni genèticament ni històricament més que per divagacions sobre l'origen del nom.

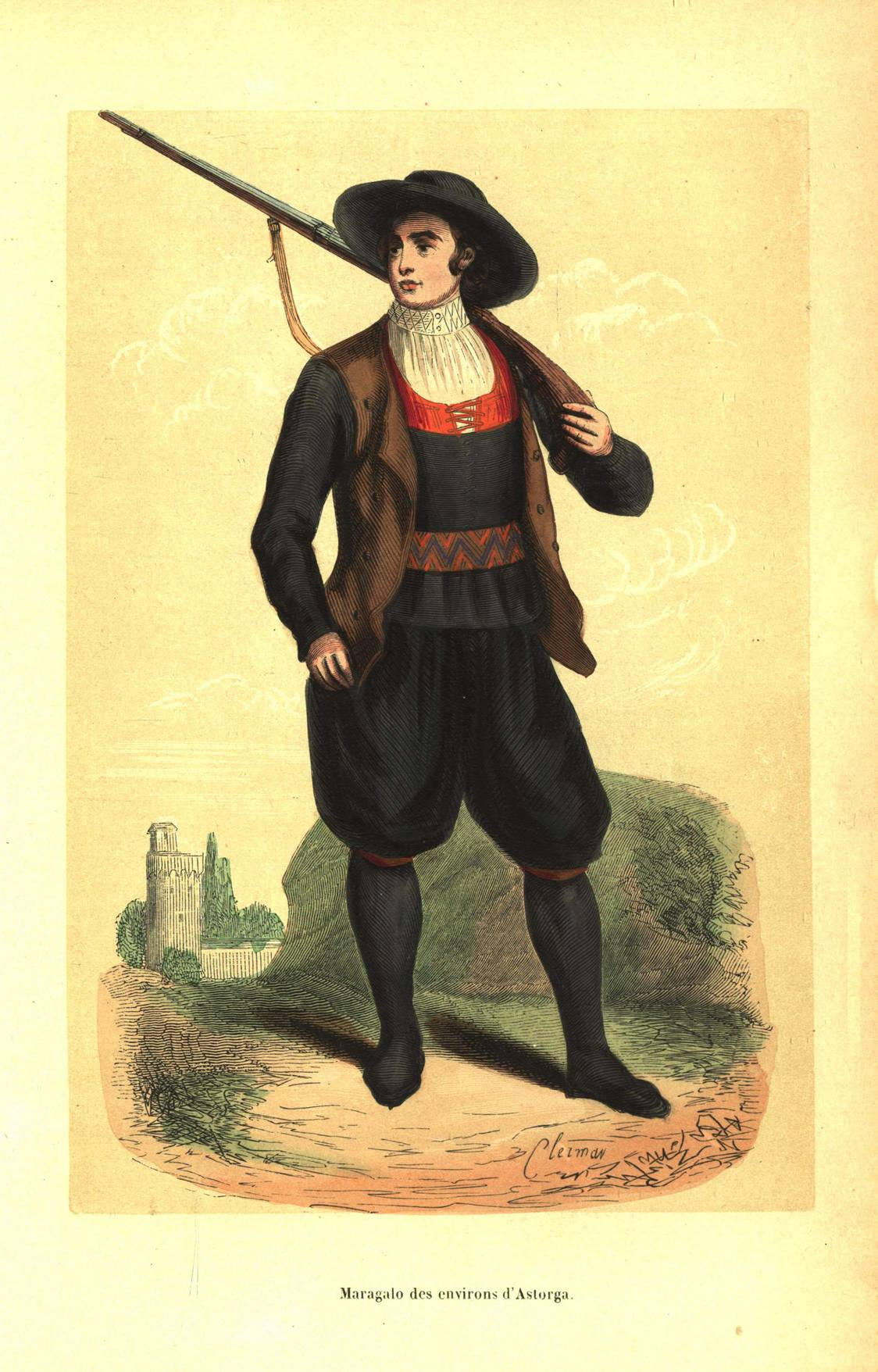
Il·lustració d'un maragato de mitjan segle xix
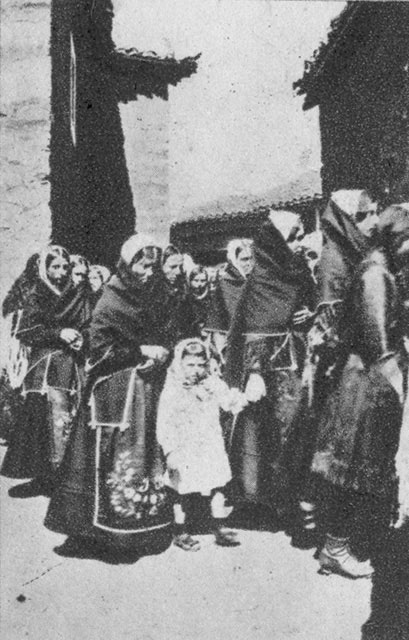
Grup de maragates a Lleó

## Maragatos a Amèrica
Els maragatos foren els primers pobladors dels Establiments Patagons durant el segle xviii, fundant les actuals poblacions argentines de Carmen de Patagones, Mercedes de Patagones (actual Viedma), San Julián i Puerto Deseado.
Des d'aquesta última població d'altres grups de maragatos marxaren a la Banda Oriental, fundant-hi la ciutat de San José de Mayo, actualment en territori d'Uruguai. Per aquest motiu els pobladors de San José de Mayo i els voltants, així com els de Carmen de Patagones, solen rebre el gentilici de "maragatos" encara que tinguin altres orígens. Des de San José de Mayo, molts maragatos, ja transformats en gautxos, colonitzaren altres zones del territori de la Banda Oriental, inclosos territoris de l'actual Rio Grande do Sul.
En la Revolució Federalista de 1893, el bàndol insurgent va rebre el nom de maragatos per haver rebut reforços provinents de San José.